# Felix Brych
Felix Brych, född 3 augusti 1975 i München är en tysk fotbollsdomare. Brych dömde sin första match i Bundesliga 2004, och blev internationell Fifa-domare 2007. Han dömde finalen av Uefa Champions League 2016/2017.
Under senvåren 2025 meddelade Brych att han avslutar karriären efter ett Bundesligaspel i Augsburg.